# Università di Harderwijk
L'Università di Harderwijk (1648–1811), chiamata anche Guelders Academy (in latino Academia Gelro-Zutphanica), è stata un'università olandese in funzione nella città di Harderwijk, nella Repubblica delle Sette Province Unite (oggi Paesi Bassi), nella provincia del Ducato di Gheldria.

## Storia
L'Università fu chiusa, insieme a quelle di Franeker e Utrecht, con un decreto di Napoleone nel 1811, durante l'occupazione francese dei Paesi Bassi. Alcuni anni dopo il re Guglielmo I tentò senza successo di ripristinarla. In città, tuttavia,  sopravvivono ancora alcuni degli edifici della vecchia università, come la sala anatomica, l'Hortus, o giardino botanico, e la famosa "Torrecilla Linneo" (Linnaeustorentje), che un tempo serviva come prigione per gli studenti ribelli e in cui fu collocato nel 1869 un busto del grande botanico svedese.